# Modri zaslon
Modri zaslon, tudi »zaslon smrti« ali »modri zaslon smrti« (angleško Blue screen of death, BSOD) je dogodek, ko računalnik javi napako v operacijskem sistemu Windows in se noče več odzivati na uporabnikove zahteve. Pravimo tudi, da se je sistem »sesul«. 
Modri zaslon je posledica nepravilnega delovanja programske in/ali strojne opreme oz. okvarjenih gonilnikov. Posledice so lahko lažje (npr. resetiranje računalnika) ali težje (npr. izguba podatkov, ponovna namestitev operacijskega sistema, zamenjava dela računalnika).